# ام خریزه
ام خریزه (به عربی: أم خریزة) یک روستا در سوریه است که در ناحیه صبوره واقع شده‌است. ام خریزه ۲۵۰ نفر جمعیت دارد.